# Américo Lopes
Américo Ferreira Lopes conhecido apenas como Américo (Santa Maria da Feira, 6 de Março de 1933 - 22 de setembro de 2023) foi um futebolista que jogou na posição de guarda-redes e tinha o apelido de Guarda-Redes Suicida.

## Carreira

### Em clubes
Américo passou a maior parte da sua carreira a representar o Porto. Quando o FC Porto conquistou o título nacional da temporada 1958/59, sob o comando de Béla Guttmann, Américo tinha acabado de chegar ao clube, ele era o terceiro guarda-redes, mas Manuel Pinho e Acúrsio permitiram que fizesse um jogo nessa temporada. 
Na temporada 1963/64, o lugar de titular já era seu e assim se manteve durante os cinco anos seguintes. Como titular, conquistou ainda uma Taça de Portugal em 1968, tendo realizado uma exibição notável na final.
No final de 1969, com 36 anos, despediu-se do futebol.

### Seleção nacional
Américo fez 15 jogos pela Seleção Portuguesa. Ele foi um dos três guarda-redes que integraram o grupo dos 22 célebres "Magriços" que realizaram a campanha da Taça do Mundo de 1966 na Inglaterra. Não foi utilizado, um facto que o treinador confessou se arrepender alguns anos mais tarde.
Regressaria à seleção em 1967, fazendo então nove jogos consecutivos. Só cederia o posto para o jovem Damas, no final de 1968. 
Américo foi um dos melhores guarda-redes portugueses e isso é reconhecido com a frase escrita e referida por um autor de um livro dedicado às antigas glórias do FC Porto: "Américo ia atrás da bola como um gato ia atrás de um rato".[carece de fontes?]

## Morte
Américo morreu em 22 de setembro de 2023, aos noventa anos.

## Títulos
- Primeira Liga: 1958–59
- Taça de Portugal: 1967–68